# Bălteni, Argeș
Bălteni este un sat în comuna Tigveni din județul Argeș, Muntenia, România.